# سفارة سلطنة عمان لدى البحرين
سفارة سلطنة عمان لدى البحرين هي البعثة الدبلوماسية لسلطنة عمان لدى مملكة البحرين، وتقع بالعاصمة المنامة.